# María Lionza

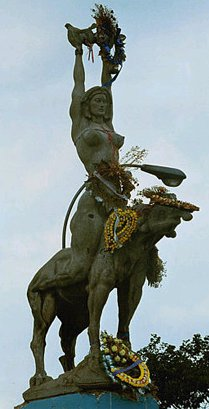
Estátua localizada na rodovia Francisco Fajardo, leste-oeste Venezuela.

María Lionza é uma figura mitológica da Venezuela, centro de um culto que reúne elementos das religiões indígenas, do espiritualismo, das religiões afro-americanas.
O culto de María Lionza encontra-se difundido um pouco por toda a Venezuela, mas o seu centro é o chamado "Cerro de María Lionza" no estado de Yaracuy, que integra uma formação montanhosa de nome Macizo de Nirgua. Este local, caracterizado pela sua intensa vegetação, é de alvo de peregrinações por parte dos participantes no culto, sobretudo no dia 12 de Outubro (dia que até pouco tempo celebrava a chegada de Cristóvão Colombo à América, tendo sido readaptado como "Dia da Raça").
A nível iconográfico, María Lionza é representada como uma mulher com um vestido azul, com jóias e plumas, cavalgando uma anta, sendo acompanhada por animais selvagens como pumas e jaguares.
O ritual de Maria Lionza, conhecido como "quibayo" é visto por muitos como um ritual de magia negra. O ritual é realizado em montanhas, identificadas pelos fiéis como "encantadas". O objetivo do Quibayo é a purificação dos fiéis, que seria atingida através da incorporação de alguns espíritos e entidades, que seriam os responsáveis pelo auto flagelo da pessoa em transe.